# Njierekjávrre
Njierekjávrre, enligt tidigare ortografi Njerekjaure, är en sjö i Jokkmokks kommun i Lappland och ingår i Luleälvens huvudavrinningsområde. Sjön har en area på 0,258 kvadratkilometer och ligger 800 meter över havet. Njierekjávrre ligger i Padjelanta Natura 2000-område. Njierekjávrre avvattnas av Njierekjågåsj.

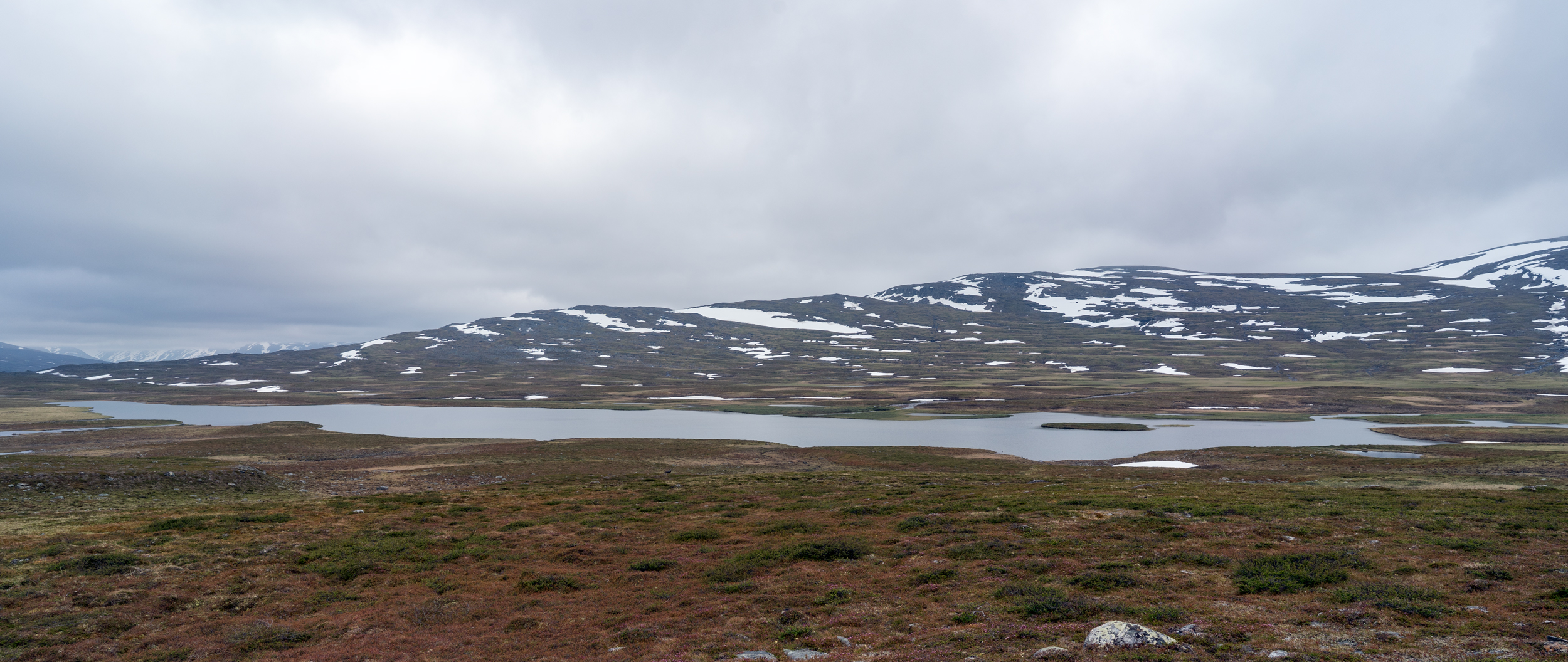
Njierekjávrre med östra delen av Luvddo i bakgrunden.

## Delavrinningsområde
Njierekjávrre ingår i det delavrinningsområde (749430-156062) som SMHI kallar för Mynnar i Sjnjuftjutisjåkkå. Medelhöjden är 876 meter över havet och ytan är 47,69 kvadratkilometer. Räknas de 2 avrinningsområdena uppströms in blir den ackumulerade arean 98,04 kvadratkilometer. Sjnjuvtjudisjåhkå som avvattnar avrinningsområdet har biflödesordning 3, vilket innebär att vattnet flödar genom totalt 3 vattendrag (Vuojatädno, Stora Luleälv, Luleälv) innan det når havet efter 373 kilometer. Avrinningsområdet består mestadels av kalfjäll (97 procent). Avrinningsområdet har 0,55 kvadratkilometer vattenytor vilket ger det en sjöprocent på 1,2 procent.